# 本郷温泉

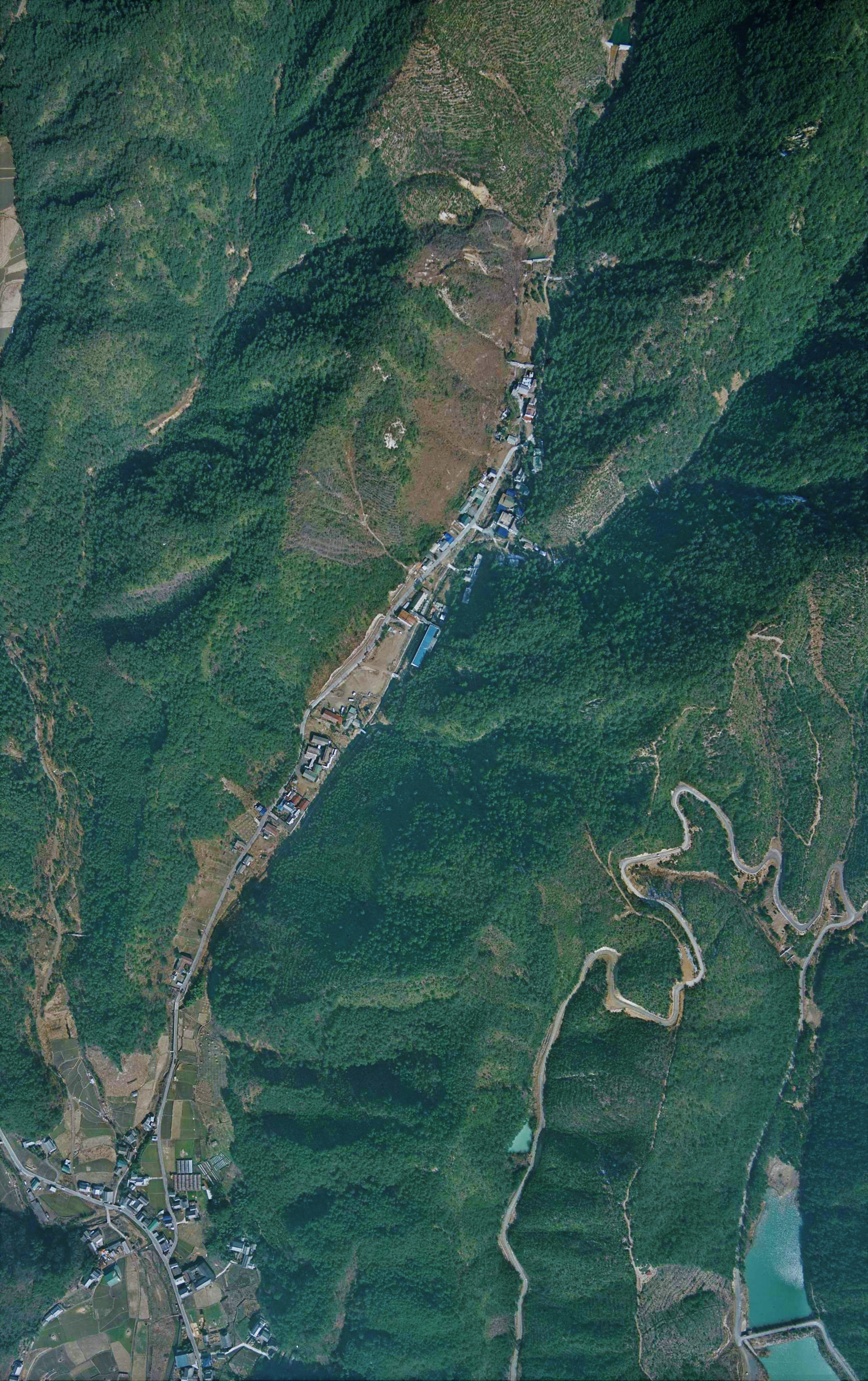
1975年当時の本郷温泉街

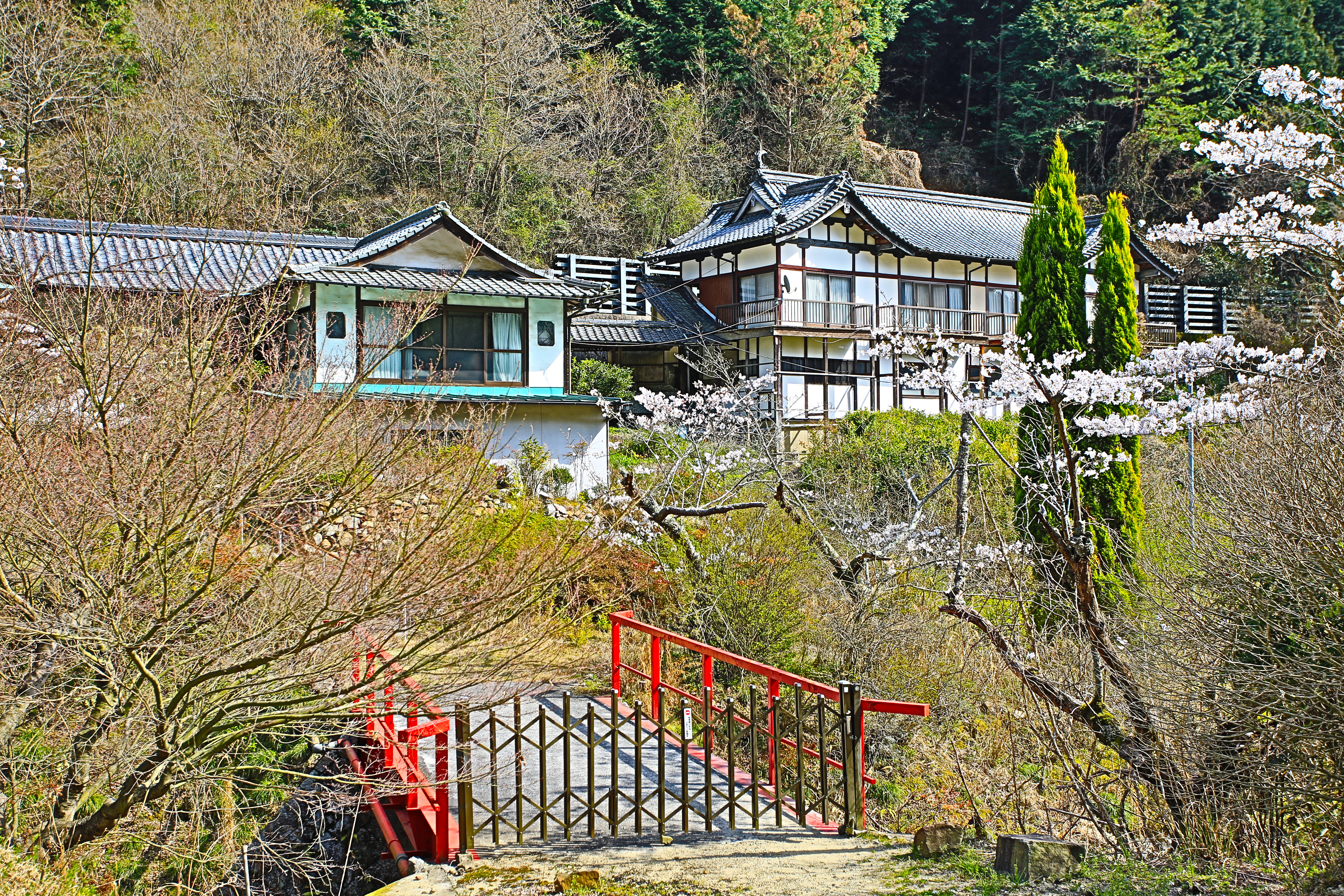
本郷温泉地区にみられる廃業した旅館

大谷荘(2018年)

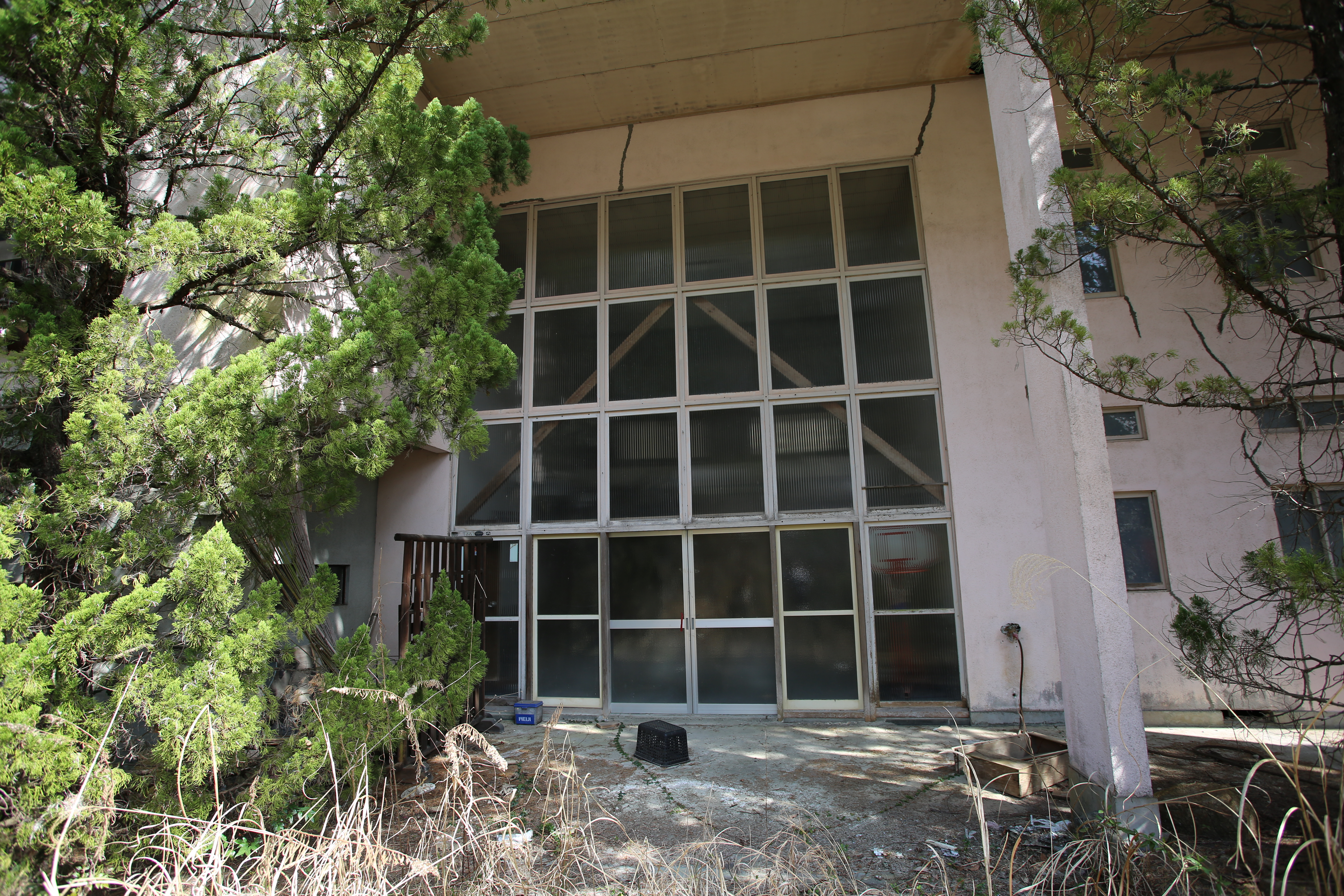
魚清別館の玄関(2018年)

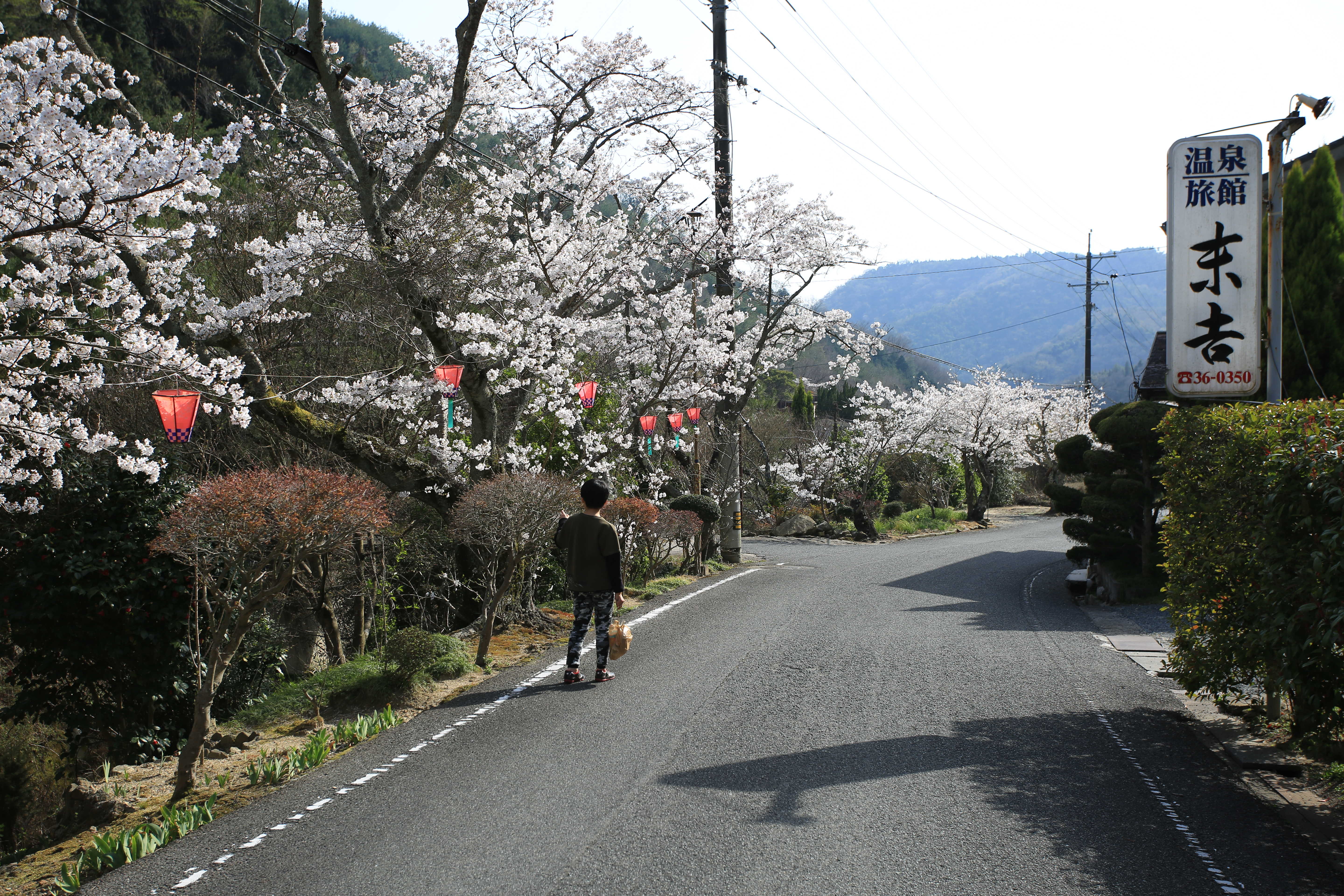
本郷温泉のメインストリート

本郷温泉は、広島県福山市本郷町にある温泉。1960年代に栄えて12軒の旅館が営業したが、2016年までに全ての旅館が廃業してその多くが廃墟となった。本頁では2006年に同温泉街近くで発生した山林火災についても説明する。

## 地理
本郷温泉街は、福山市の西側にある本郷町を流れる本郷川の支流にあたる大谷川の渓流沿いにある。大谷川は本郷川（延長14.9km）の支流の1つで、流路1.1km 流域面積1.1キロ平米の短い河川である。温泉街の旅館はこの大谷川に並行して走る広島県道158号線に立ち並んだ（北緯34度29分29.9秒 東経133度14分41.9秒 / 北緯34.491639度 東経133.244972度座標: 北緯34度29分29.9秒 東経133度14分41.9秒 / 北緯34.491639度 東経133.244972度 ）。本郷地区を見下ろす大場山（別名；城山）には戦国時代松永一帯を支配した古志氏の居城であった大場山城（別名：本郷城）があり、山頂には三段の構えた平地が造成してあり、石垣や堀が残されている。

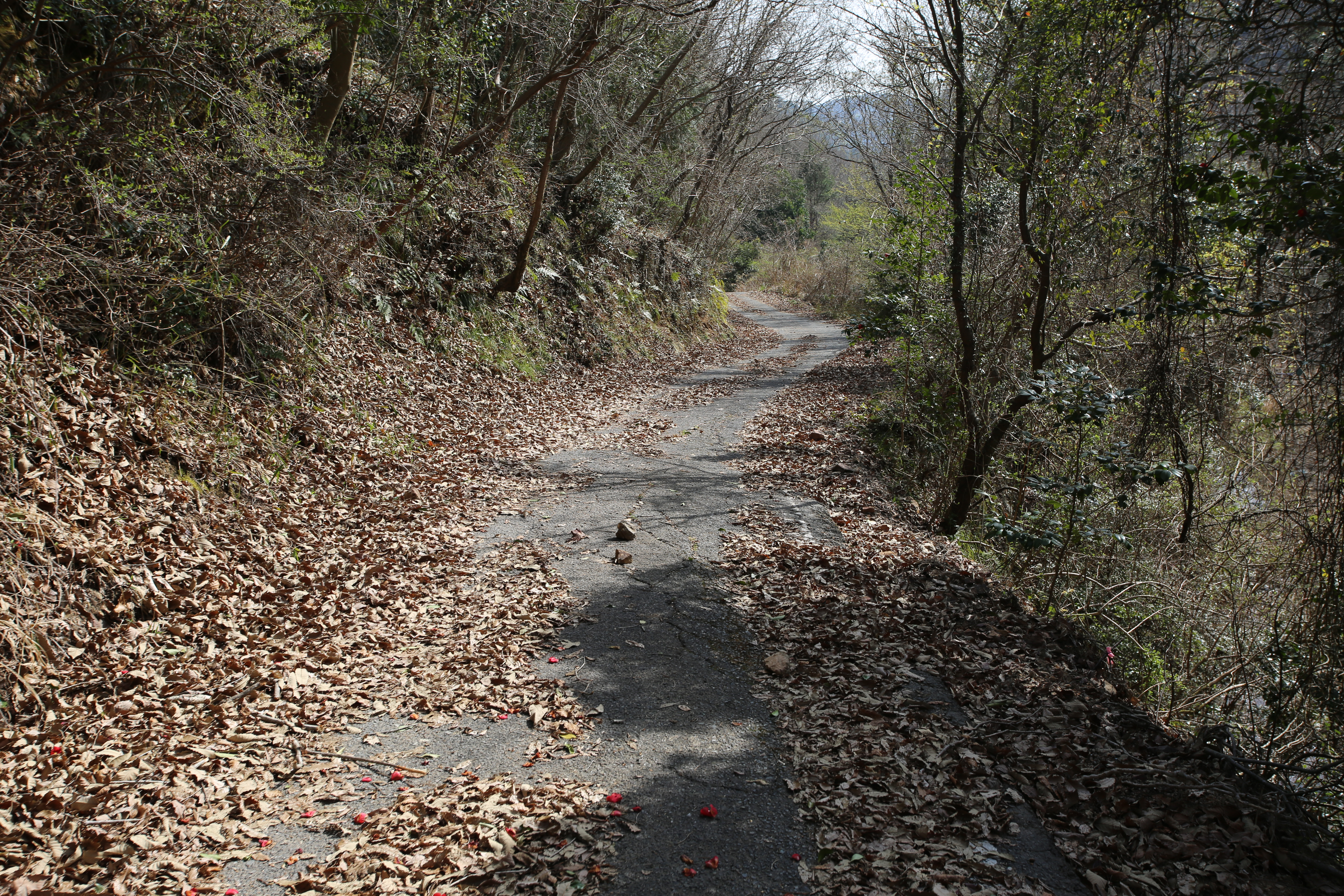
県道とは言え狭小路。本郷温泉地区を少し上った場所
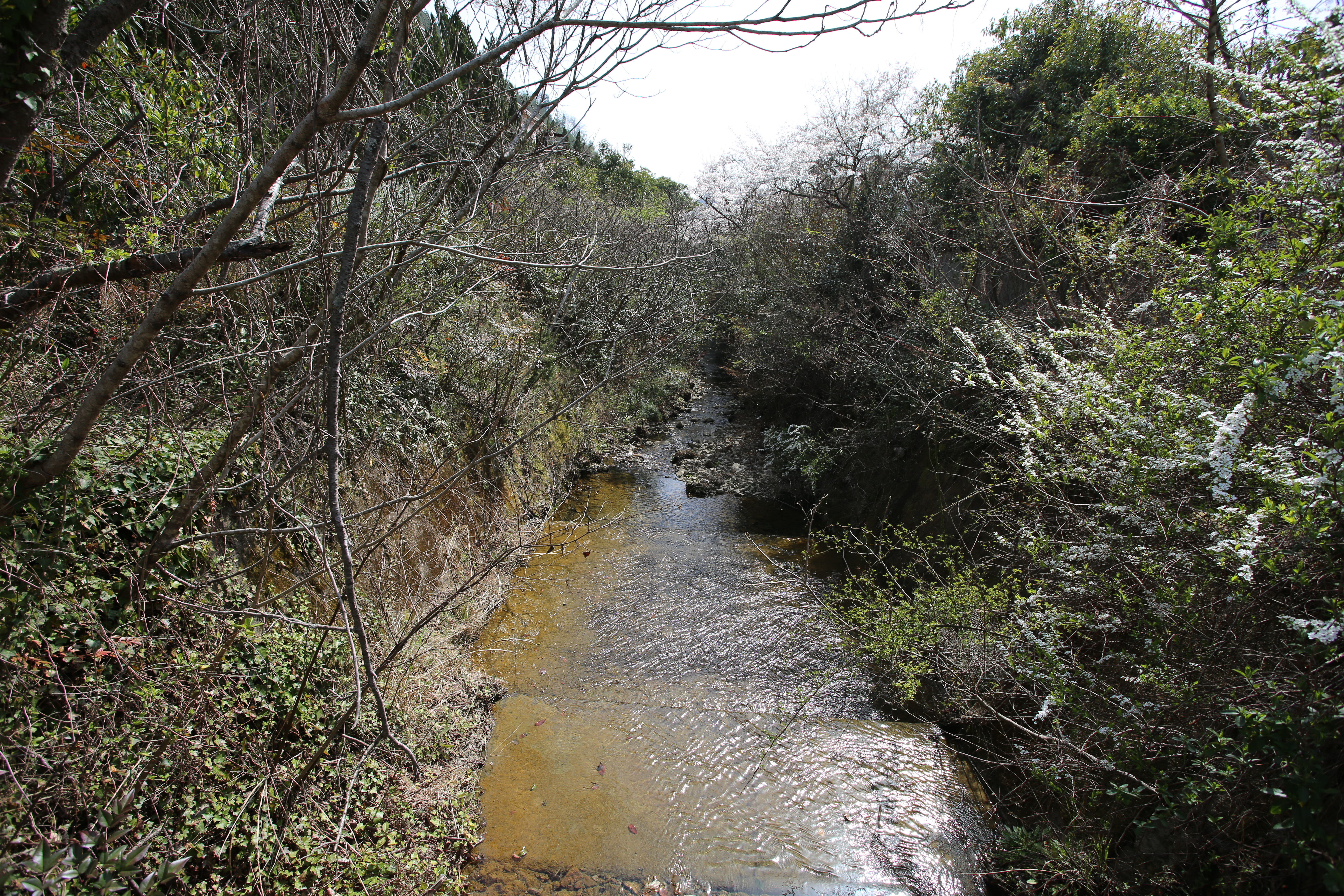
本郷温泉地区を流れる大谷川。第3砂留の上流側

## 歴史

### 背景
本郷はかつて備後国沼隈郡本郷村と呼ばれ、周囲一帯が「新庄」と呼ばれた時代には、その中心地として栄えたことより「新庄本郷」という呼び名が現在でも使用されている。1914年、本郷町を流れる大谷川の上流にある大谷鉱山で冷泉が発見されたのが本郷温泉の始まり。大谷鉱山は銅を主体に産出し、室町時代から採鉱されている鉱山であるが、1638年（寛永15年）には集落にあった「金山寺」という寺院も廃寺となるなど、銅山としての活動に衰えが見られた。各種記録から推測するに、水野氏が福山藩に入った当時はまだ盛んに採掘されていたようだが、既に発見から数百年の採掘が続けられており、鉱石の枯渇によってその後20年ほどの間に廃坑となった。坑道口は808か所あったと伝えられる。

### 鉱水の効能発見
大正3年8月、当時の御領区（今の荒神橋東詰）の北側で旅館を経営していた岡田徳太郎は、ある日宿泊した別子銅山四阪島の技師から「鉱山の坑道から湧く水は様々な病気に良く効く」という話を聞く。さっそく大谷川を遡り、方々を探し回り、滝口温泉西側の坑道から流れ出る湧水を持ち帰って試したところ、胃腸疾患や神経痛、腫れもの、皮膚病にも良く効き、地区の古老の「足を負傷した鳥が坑道の水に浸かったら忽ち治った」という話もあり、すぐに大評判となった。鉱水を求める人が詰めかけたので、一升瓶の鉱水を二銭で販売したという。岡田は鉱水を広島の衛生試験所に依頼して検査したが良く分からず、大阪の内務省衛生試験所に分析を依頼したところ、大正4年10月に「ラヂウムエマナチオン」（出典そのまま）の検定を受けた。採水後2日と5時間30分経過した鉱水サンプル1リットルが分析され、シュミット氏計電器を使用して0.74マッヘの放射能が検出された。当時は温泉での水質検査は珍しく、「大谷の鉱水にはラジウムがある」と人々に知れ渡り、ますます人気に拍車がかかった。岡田は大谷の鉱水を使って温泉を開業することを検討したが、「村有林から湧く鉱水は、村の所有物である」という意見が多数派を占めた。当時の村長の石井は村民の意向を汲み、村議会にて鉱水の村有と村営の温泉の設立を議決された。村営になってから鉱水は五升で二銭、四斗までが五銭で販売されたが、毎日売り上げが4-5円にもなるほどよく売れた。

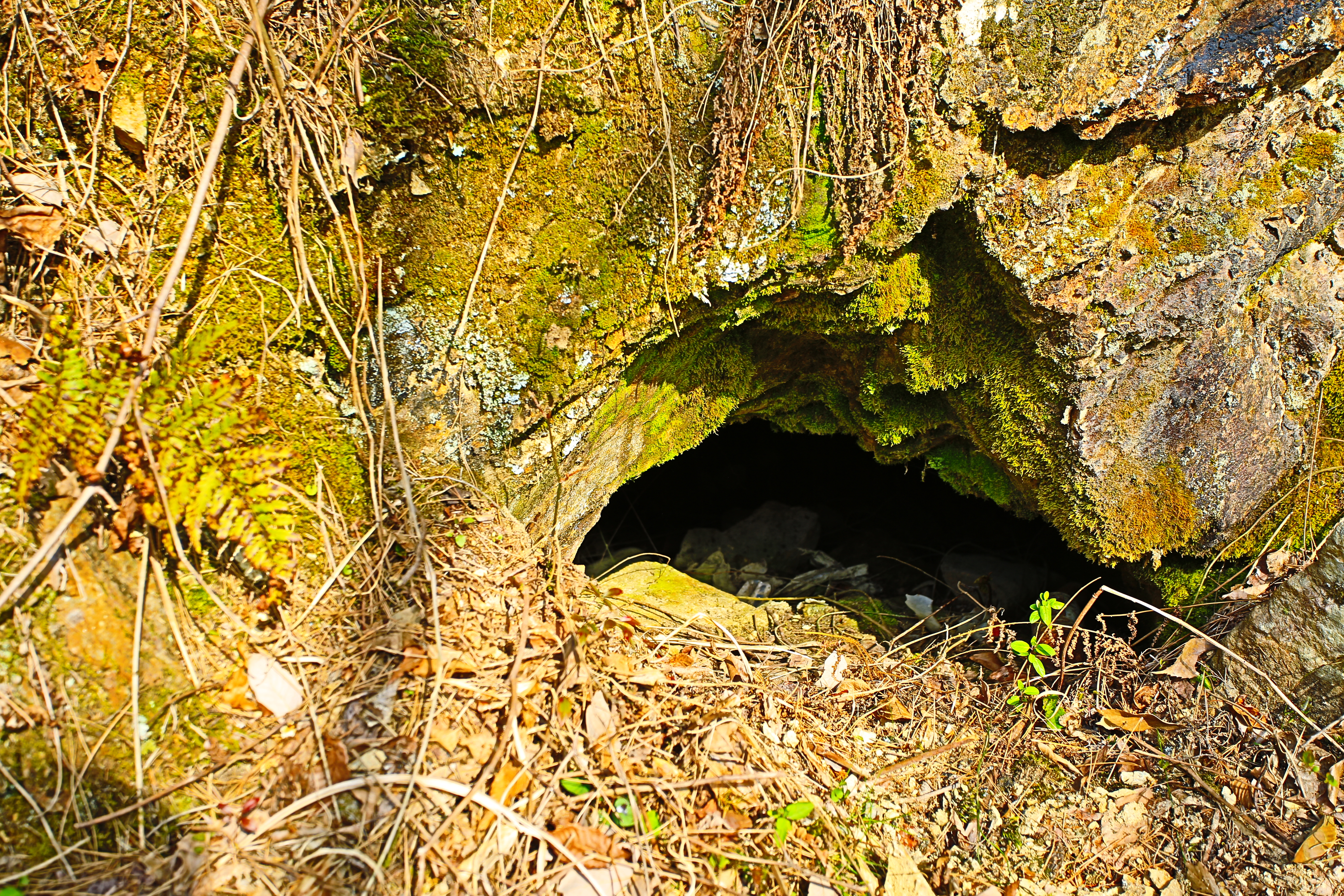
大谷鉱山の坑道口
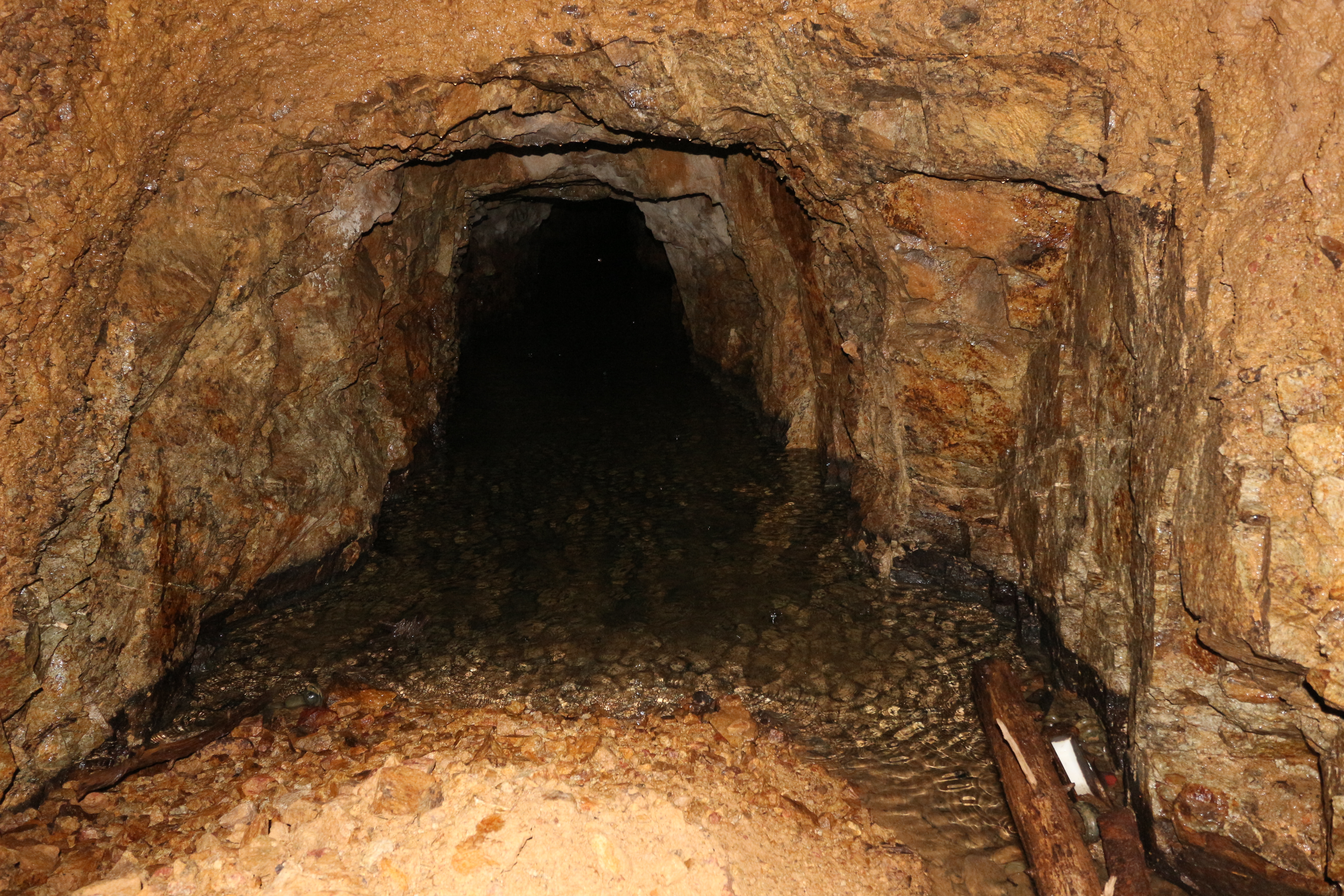
本郷銅山の千人坑の内部
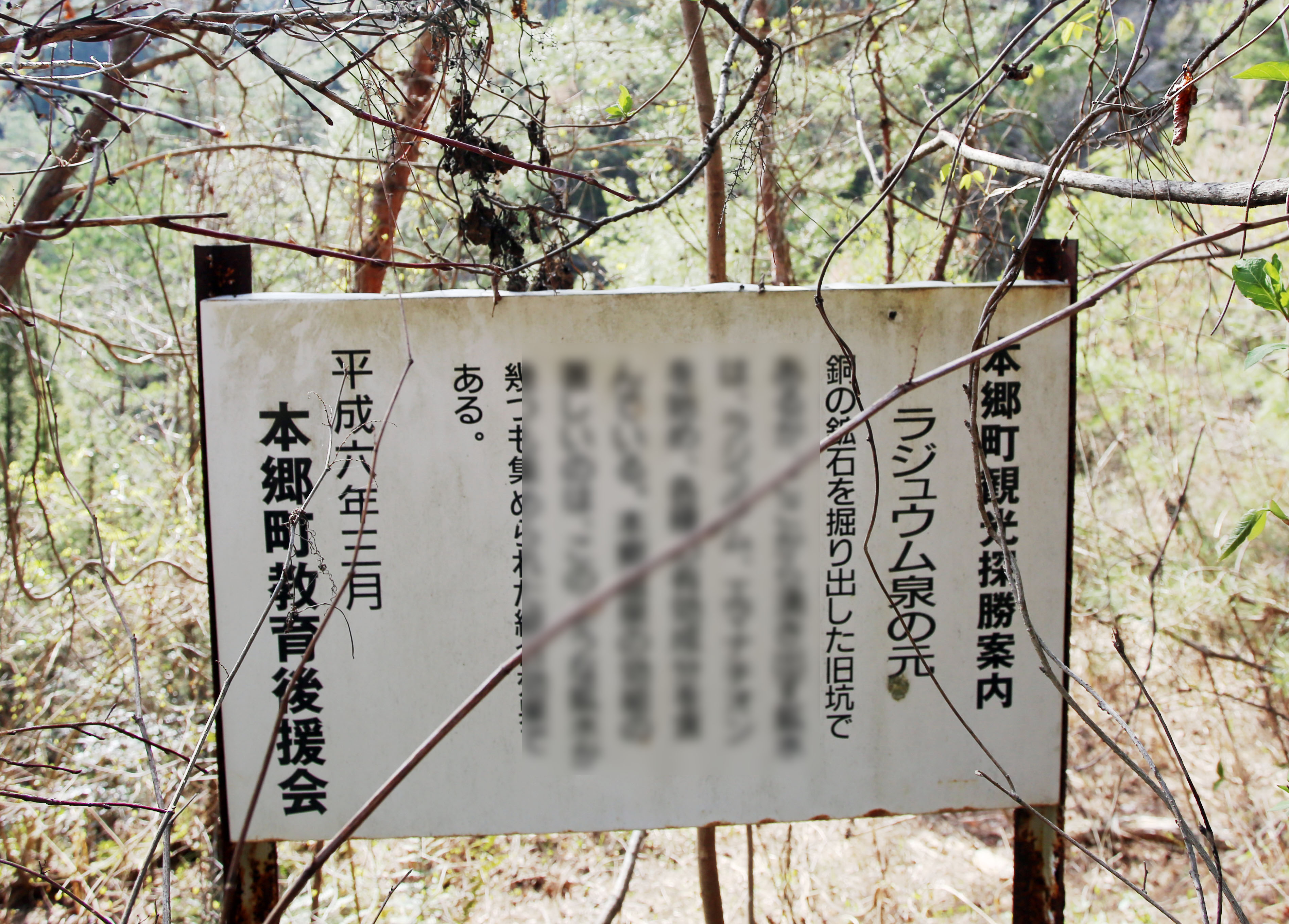
源泉の案内板[注釈 5]

### 村営温泉
村営温泉は、交通の便を考慮して大谷川の下流の城山を望む納屋地区の県道脇に造られた。浴室棟は木造瓦屋根2階建ての32坪の建物で、別に30坪の二階建て宿泊棟や14坪の休憩所も建てられた。着工は大正5年9月で大正6年6月8日に「本郷ラヂウム温泉」（出典そのまま）として開業した。入浴料は1回2銭、1日だと10銭であった。経営は周囲の実業家に委託し、尾道市と原田村と本郷村の3人が18年間経営を引き継いだ。温泉は大変繁盛して村営の宿舎の他に民間の「いろは旅館」がすぐ横に建てられ、周囲の民家も宿泊客を受け入れるなどするほど盛況であった。しかし開業から10年以上が経過し、大谷から納屋まで埋設した鉱水を導く土管の破損修理に追われるようになり、加えて木造浴室棟が湿気によって腐敗し当局より指導されるなどして評判が落ちたために、昭和3年に村営浴場は閉鎖され、土地建物は民間に売却された。大正12年編纂の「沼隈郡誌」には当時の村営温泉の写真が掲載されている。

### 表田による再開

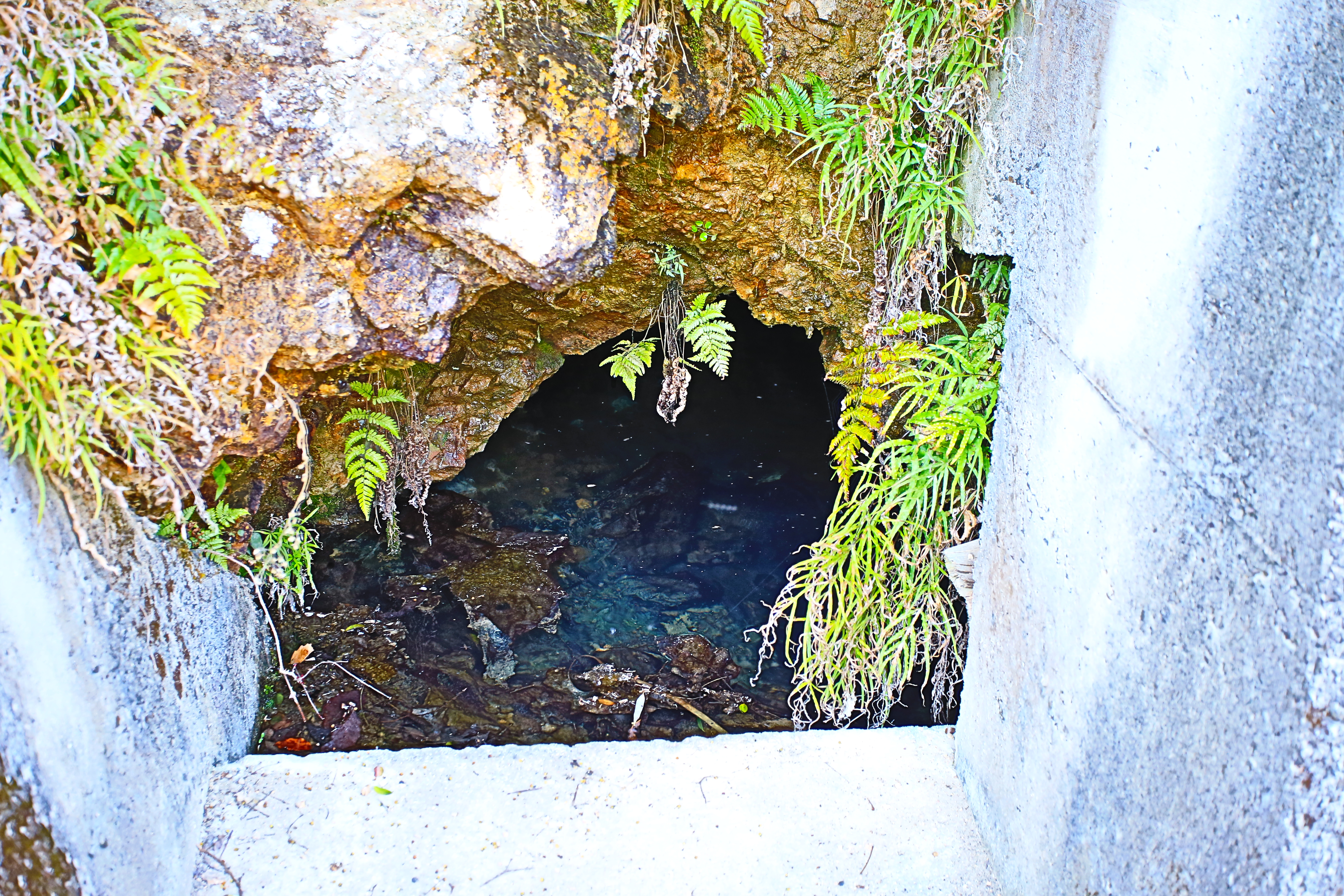
表田が鉱水を採取した坑道口

御領の表田幸一郎は知識人として知られ、中年以降は薬師如来を深く信仰していた。ある日、薬師如来の夢をみてから、病人救済の為に「本郷ラヂウム温泉」を再開できないかと活動するようになった。昭和5年に当時の本郷村村長の有木は、表田の申し出を受け、多少の不安があるが村の繁栄にも役立つと判断して5年間の期間限定で、表田に村有地と鉱水の使用を許可した。表田が再開した温泉は誠に質素な造りで、本郷第3砂留の下（後の「大谷荘」の位置）にドラム缶を2つに割って風呂釜とし、鉱水は400m上流にある坑口から大谷川の川原を竹を割った樋で導いた。燃料は枯木や落枝を使用し、客からの湯加減を尋ねながら表田自ら白い煙をモクモクと立てながら火を焚いた。大変粗末な浴場であったが、次第に評判が広まり入浴客が増え、増改築が絶える間がないほどの盛況となった。これが後の「大谷荘」の始まりである。

### 本郷温泉へ
表田によって大谷温泉が再興され発展していく過程で、正式に「温泉」として認可される必要が生じた。広島大学地質学教授の梅垣博士による実地調査が行われ、1952年（昭和28年）10月、温泉公称の許可を得て『本郷温泉』として登録される。このことを契機に外部の業者による温泉業の参入が相次ぐようになった。1953年（昭和29年）12月に「滝口温泉」、1956年（昭和32年）4月に「美緑ホテル」（当時は「日向」）、同年6月に「万草」（当時は「ねずみ荘」）、8月に「末吉旅館」が開業した。1957年（昭和33年）1月には「胡楼別館」、10月に「つるはし」と「松露園」が開業した。その後も、「魚清別館」、「たつまき荘」、「若竹荘」、「やまげん」など、続々と温泉宿の開業が続いた。なお、1954年、本郷村は周囲の町村が合併して本郷村は松永市本郷町となった。1965年までに旅館の数は12軒となり、それぞれが増改築を重ね、規模を大きくしていった。大谷川を隔てた反対側に浴場を設けた「ジャングル風呂」や屋上に露天風呂を設けた「空中風呂」など趣向を凝らした旅館もあった。本郷温泉は広島県最大の温泉地となり、松永駅はハイヤーやバスを使って本郷温泉に向かう客で賑わった。バス停も温泉口の他に2カ所設けられ、温泉街の奥まで定期バスが通行するようになった。大谷川沿いには浴衣姿の宿泊者客が数多く出歩き、春は花見、夏は避暑、秋はマツタケ狩り、冬は接待や宴会で賑わった。温泉街で使用する水が不足するようになったが、ボーリング井戸を掘ったり、貯水池の整備を行った。1955年（昭和30年）5月から会合を重ねて編纂されていた町誌「本郷町誌」が財団法人 弘徳協会より1965年（昭和40年）11月に発行される。その頃が本郷温泉の最盛期であった。1966年に松永市は福山市と合併し、福山市本郷町となった。

### 交通路の改善
本郷温泉の成功は、広島県も松永市(当時）も多いに期待を寄せることになり、インフラの整備への投資を惜しまなかった。温泉街を貫く温泉道路(現在の広島県道158号線）は、大谷川の渓流沿いの石がゴロゴロ転がる山道で、平素は人の往来もなく草に覆われた寂しい道であった。1951-1952年（昭和27-28年）にかけて林道大谷線の改修工事が実施され道幅が280cmに拡張された。1957年（昭和32年）には県道（その後の県道157号線）から「滝口温泉」までの約1000ｍが松永市道に編入され、道幅も最低320cmに拡張された。1959年（昭和34年）には定期バスの就航に備えるために、県道から温泉街入口の温泉橋までの400mが道幅4mに拡張された。1960年1月16日、待望された定期バスが就航し、松永市長がテープカットを行った。その後も温泉橋の架け替え、未舗装だった温泉街の道路の舗装、街灯の設置が相次いて行われた。

### 大谷川の改修
大谷川は、大谷鉱山が栄えていた江戸時代の頃より、大雨のたびに土石流が頻発し、谷一杯の土砂が流れ出していた。昭和28年、温泉街の奥に第四堰堤が設置され、翌年には道貫川第二堰堤が築かれた。また昭和34年には大谷川の温泉地区600mの川幅を5mとし、両岸をコンクリートまたは石積造りとして、川底も段階的に勾配を変化させる頑丈な治水構造とする大工事が行われた。大谷川に途中から合流する道貫川には、その合流部を付替えて整備した。工事は昭和39年までかかり、工費も1000万円以上が必要となった。

### 衰退

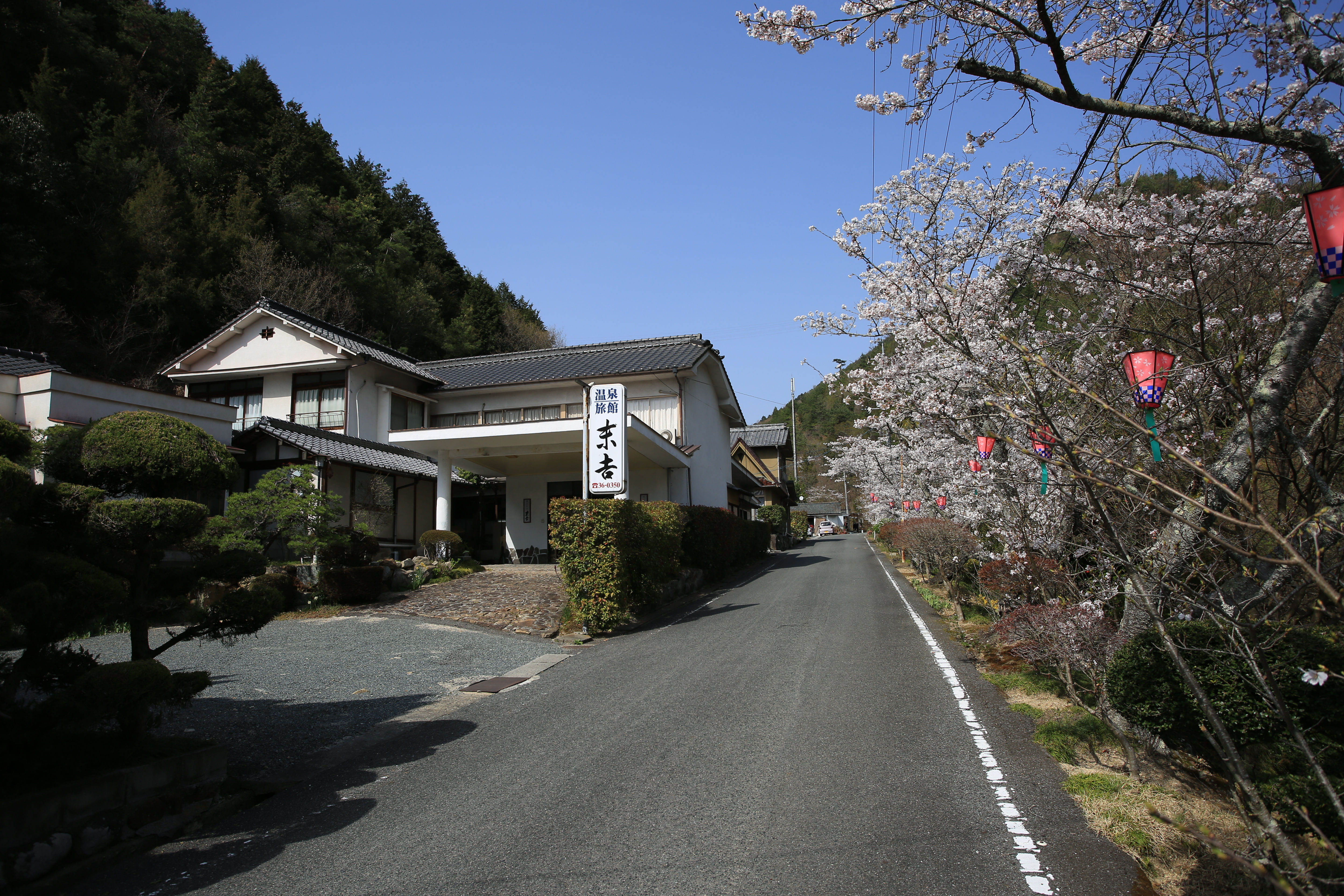
最後まで営業していた末吉旅館

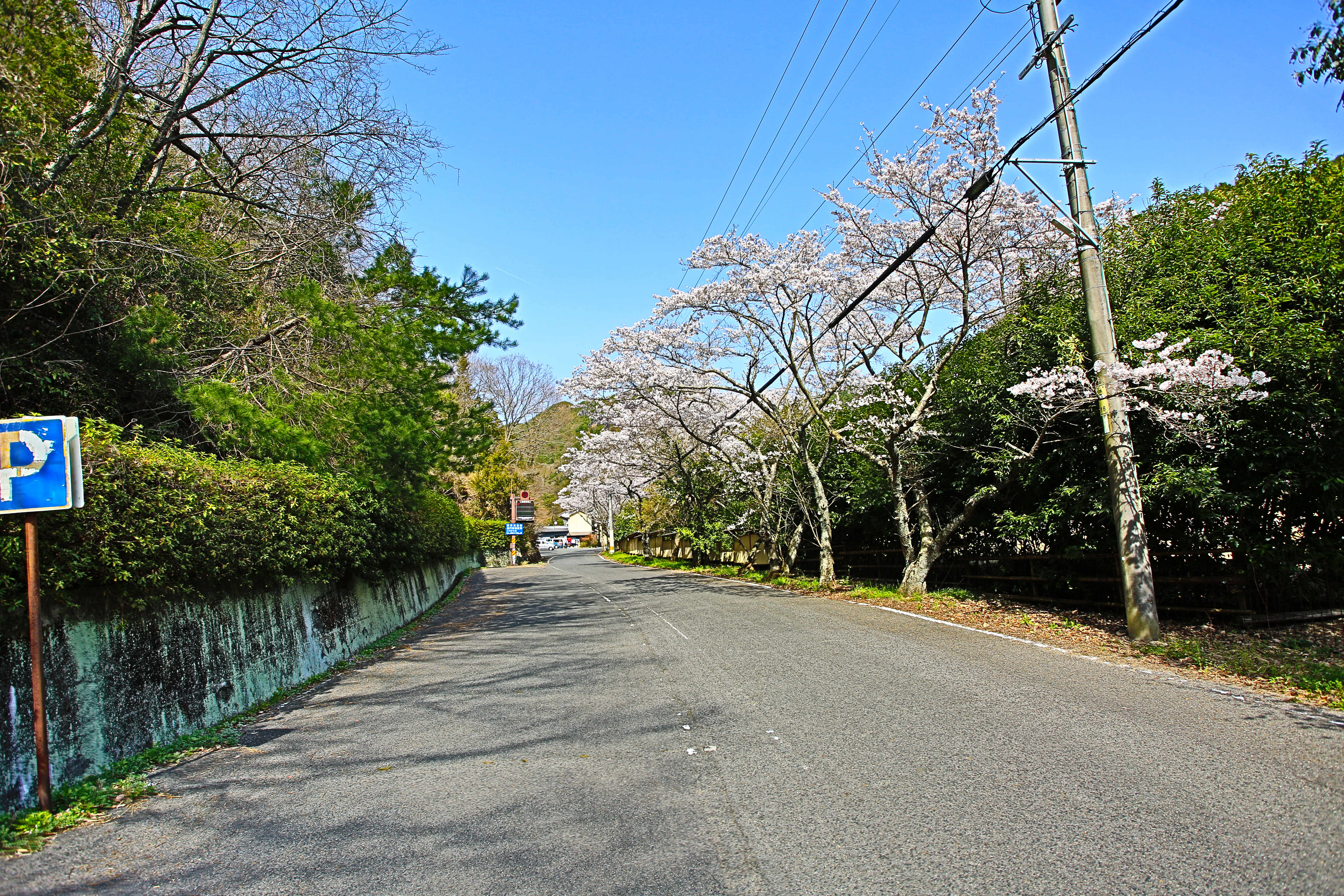
桜満開になったメインストリート

1970年代に入って、レジャーの多様化などの理由により、利用者が減少した。旅館の中には1975年に開設された福山大学などの学生寮に転身するものもあったが、徐々にその数を減らすことになる。2006年には営業している旅館は1軒のみとなった。温泉街の奥まで運行していた定期バスも廃止され、温泉街の入口の停留所だけになった。最後の旅館となったのは1957年に開業した「末吉旅館」で、2016年1月に廃業した。活気があったころに県道沿いに植えた200本の桜並木は成長し、花見スポットとして開花シーズンにだけ賑わうようになった。本郷町の地域住民22人で構成されるグループ「城山60会」は、桜の害虫駆除や選定を行い、景観維持に努めている。2018年現在、外来入浴を含めて、入湯できる施設は残存していない。地区の入り口にあった「歓迎 本郷温泉」という看板も2016年以降に撤去された。

## 旅館
地区の案内看板に名称が残っていた8軒を中心に表に挙げる。「美緑ホテル」、「万草」、「たつまき荘」、「若竹荘」、「やまげん」については、案内看板が作成される以前に廃業していたものと思われ記載が無かった。大谷川の上流側より順に記載する。
| 建物名       | 学生寮への転用   | 建物の状態(2018年)                                                                   | 特記事項 |
| ------------ | ---------------- | ------------------------------------------------------------------------------------ | --- |
| 滝口温泉     | 不明             | 現存せず。跡地は藪になっている                                                       | 最も奥（北側）にあった旅館。北緯34度29分33.6秒 東経133度14分44.5秒 / 北緯34.492667度 東経133.245694度                                 |
| つるはし     | 不明             | 現存-廃墟                                                                            | 大谷川の対岸、末吉の北側にある橋を渡ってすぐ。道貫川の北側。北緯34度29分29.8秒 東経133度14分43.2秒 / 北緯34.491611度 東経133.245333度 |
| 末吉         | 転用せず         | 現存-使用中                                                                          | 2016年1月旅館として廃業。 以後は仕出しのみ営業。                                                                                      |
| 粟根荘       | 学生寮として使用 | 不明                                                                                 | 大谷川の対岸 経営者の名前より、元「万草」の可能性                                                                                     |
| 魚清別館     | 学生寮として使用 | 現存-廃墟                                                                            | 駐車場から大谷川を渡って北側に進む ジャングル風呂があった。北緯34度29分25.3秒 東経133度14分39.5秒 / 北緯34.490361度 東経133.244306度  |
| 駐車場       | 駐車場           | 橋の南北に大きな駐車場があったが現在は多用途に分割されて元の境界が不明瞭になっている | 橋の南北に大きな駐車場があったが現在は多用途に分割されて元の境界が不明瞭になっている                                                  |
| 小田寮       | 学生寮として使用 | 当時の建物は現存せず                                                                 | 新築アパートになっている |
| 胡楼別館     | 学生寮として使用 | 不明                                                                                 | 経営者の名前より小田寮になった可能性                                                                                                  |
| 3番砂留      |                  |                                                                                      | |
| 大谷荘       | 学生寮として使用 | 現存-廃墟                                                                            | 敷地北側境界に本郷3番砂留がある。 |
| 松露園       | 学生寮として使用 | 現存                                                                                 | |
| 2番砂留（?） |                  |                                                                                      | |

## 泉質
泉温25度未満の単純弱放射能泉（ラジウム泉）。出典によっては泉温11度、無色透明、無臭、pH中性。

## 交通
- JR松永駅から北へ約5km[1]、タクシーで10分[20]
- トモテツバス 小原線 本郷温泉口下車、徒歩数分[21][22]
- 福山市、尾道市、府中市方面からは、県道157号線経由、本郷温泉口より県道158号線へ入る[注釈 9]。

## 本郷砂留

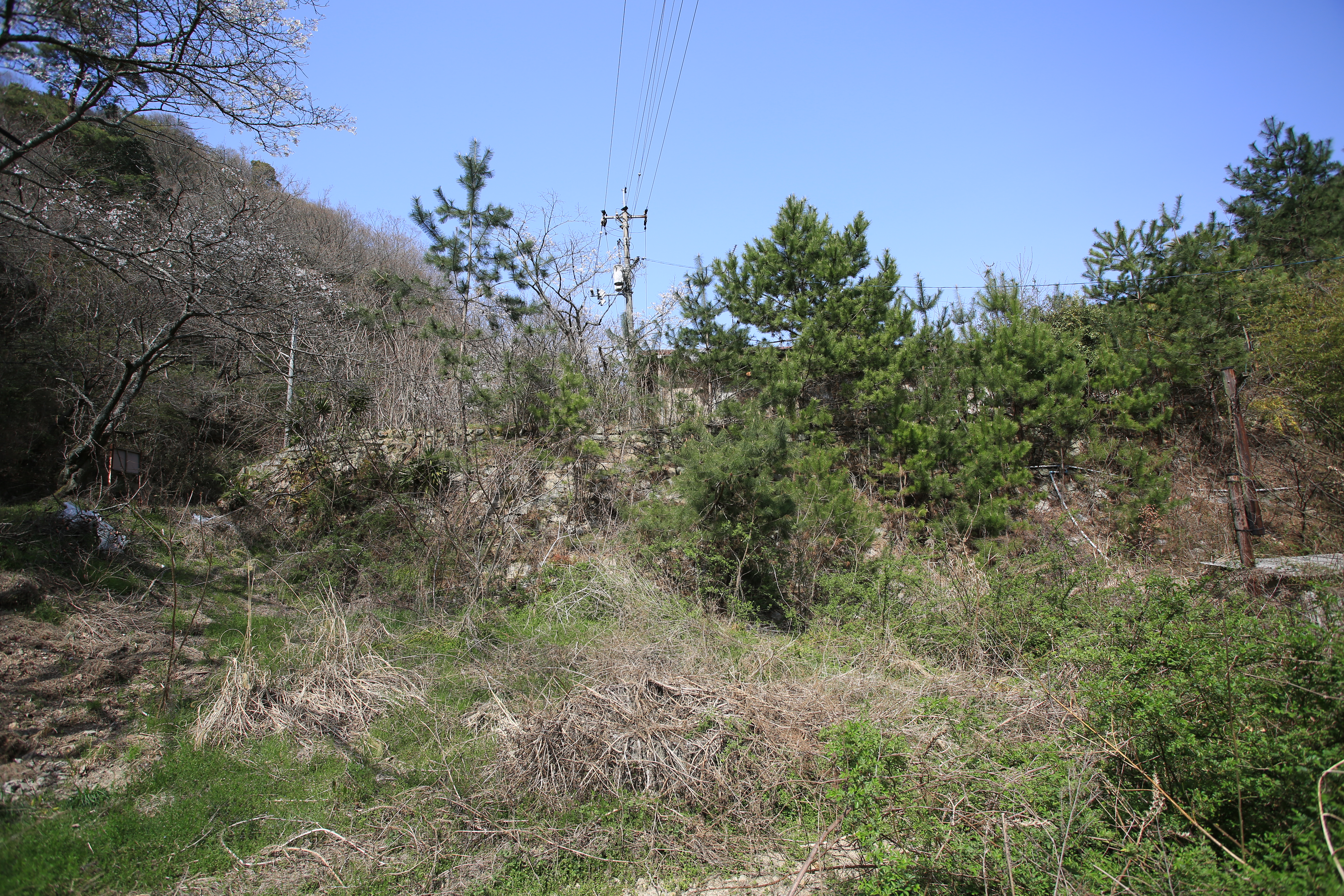
第三本郷砂留。松や雑草に覆われ、全容は見えないが、斜面になっている部分が砂留

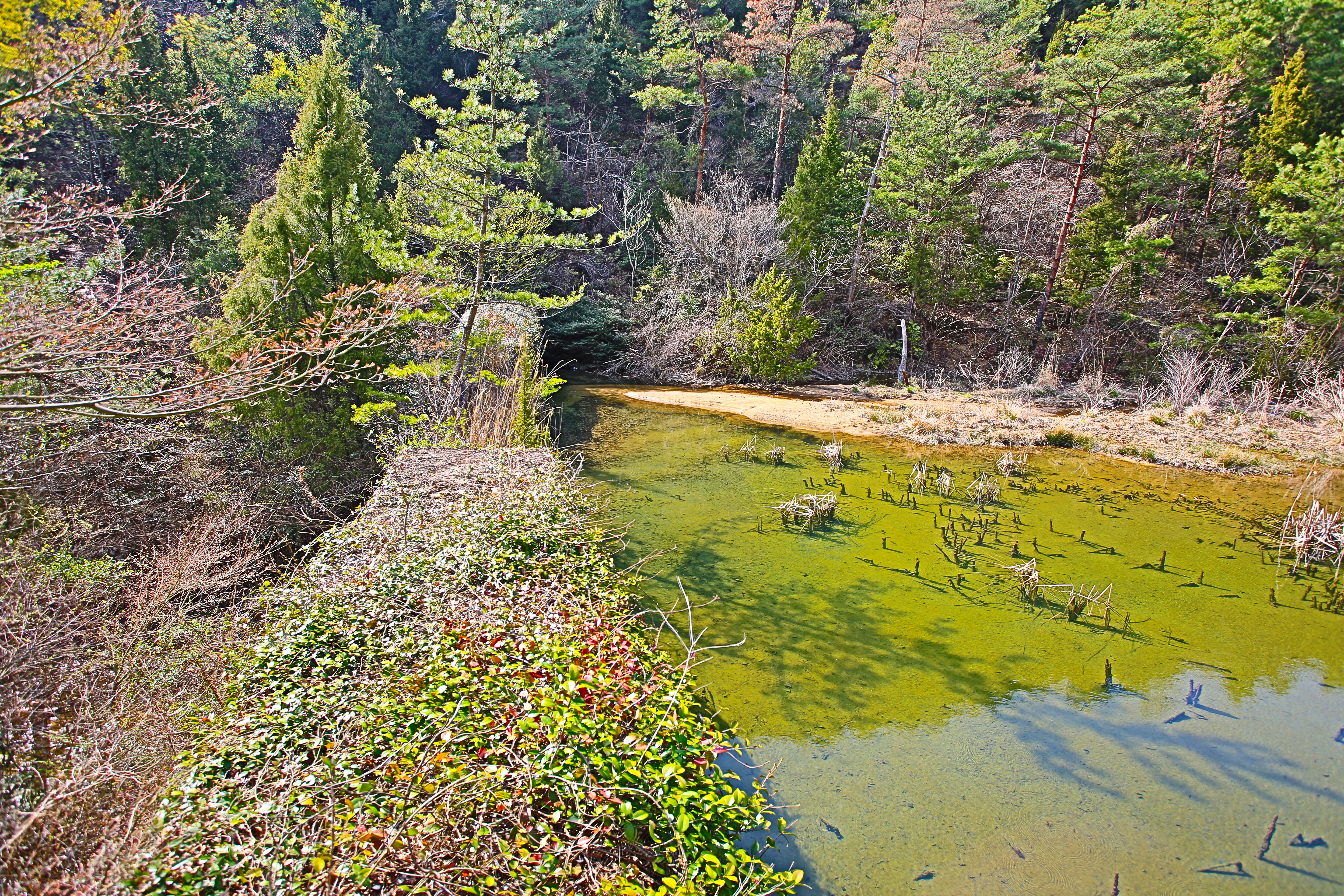
大谷川上流にあるコンクリート製の砂防ダム

温泉街の中に、本郷砂留と呼ばれる江戸時代の砂防目的の治水構造物の遺構が残っている。温泉街の南側にある大谷山は真砂土を主体とした崩れやすい地質で、温泉街を流れる大谷川上流には砂防ダムが複数個所設置されている。砂防ダムは近年構築されたものだけではなく江戸時代に作られたものも残っており、それらは本郷砂留として知られている。1番から3番までの砂留があり、中でも金山寺近くの最も大きい「3番砂留」は1787年（天明7年）に造られたことが分かっており、歴史的な価値がある土木建築遺産である北緯34度29分21.9秒 東経133度14分34.7秒 / 北緯34.489417度 東経133.242972度。これらの砂留は、本郷銅山の採掘が活発な時期に造られ、砂防の役割の他に、鉱山からの鉱毒を防ぐ意味もあった。3番砂留の堰堤の長さは38m、高さは8mである（出典によっては高さ5m）。明治時代末期までに4回のかさ上げ工事を受けている。この砂留を作るときに、中野大塚古墳を破壊してその石材を運んできたとされる（本郷中野古墳には大塚と小塚がある）。現在は東側の堰堤を切れた部分を大谷川が流れており、砂留としては機能していない。また、長らく管理されていないため樹木に覆われてしまっており、全容を見ることはできなくなっている。第三本郷砂留の少し下流側に第二本郷砂留と思われる遺構が残っているが、案内板などの整備はされていない。
大谷山の峰を超えた北側斜面には、同様の理由によって構築された大谷砂留の砂留群が広がっている。

## 2006年の本郷町の山林火災

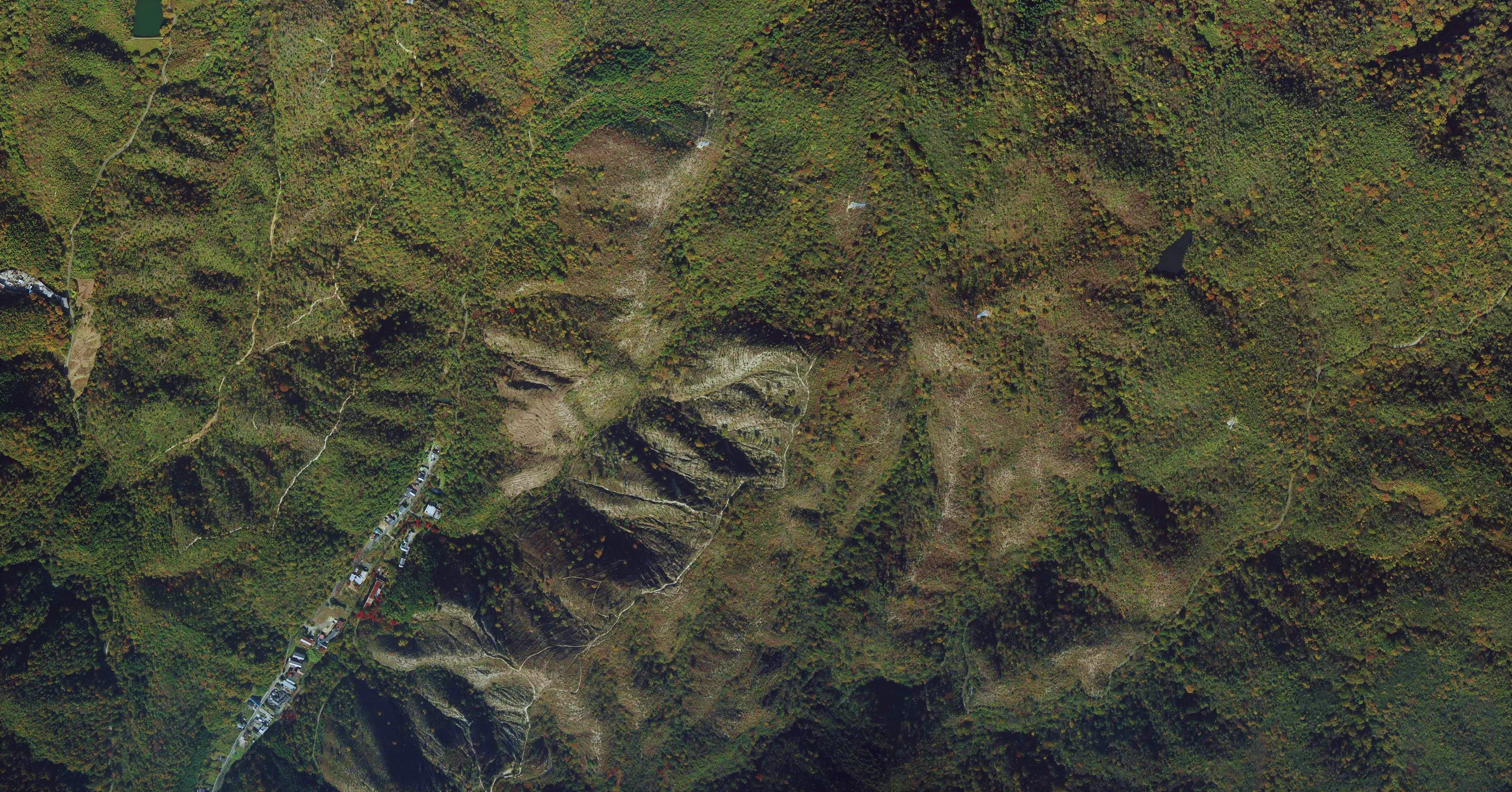
2006年の福山本郷町の山林火災跡 2010年撮影

2006年1月に、本郷温泉地区に迫る大規模な森林火災が起きている。この森林火災のために本郷温泉地区の東側の山の頂上付近は禿山となった。

### 背景
2005年12月末頃より福山市西部では山火事が相次ぎ、1月10日までに合計7件の山火事が起きていた。2006年1月1日、福山市津之郷町津之郷で山林18haを焼く山火事があった（北緯34度30分12.5秒 東経133度18分30.9秒 / 北緯34.503472度 東経133.308583度 ）。いずれも山道の脇から出火しており、福山地区消防局は放火の可能性ありとして警戒していた。

### 出火
2006年1月11日午後1時40分頃、津之郷の出火地点から4km離れた福山市本郷町の松永ダム北東側の山林から出火して山火事となった（北緯34度29分26.1秒 東経133度15分05.0秒 / 北緯34.490583度 東経133.251389度 ）。広島県や広島市消防局などのヘリコプター計3機と、消防団員ら計600人が出動して消火作業を行ったところ、一時小雨も降ったこともあり、約20時間経過した1月12日午前10時頃に6haを焼いて一度鎮火した。しかし同日午後0時50分頃になって再び出火地点付近より炎が上がった。帰宅の途についていた消防団員は、昼飯を食べる間もなく再招集されることになった。広島、愛媛、徳島県などからも応援のヘリコプターが派遣され、ヘリコプターの数は5機となったが西風にあおられて火災は夜のうちに山の西側にある本郷温泉地区に迫った。2006年当時、本郷温泉地区には20軒の住居と1軒の旅館があり、避難所の開設と住民の自主的避難が行われた。夜間も800人を動員しての徹夜の消火作業が行われた。一夜明けた1月13日になっても火災は鎮火せず、午前7時に当時の広島県知事藤田雄山より災害派遣要請が発せられた。陸上自衛隊第13旅団のヘリコプター5機、車両7台、自衛隊員37名も消火活動に加わり、ヘリコプターの数は1月13日には12機となった。自衛隊部隊は、芦田川の中津原浄水場近くの川原に部隊を展開し、芦田川の水をCH-47やUH-60を使って現場に投下した。焼失面積は100haを超えて福山市内で発生した山林火災では過去最大規模となった。13日夕方より再び雨天となり火勢が弱まり、1月14日9時10分にやっと鎮火した。消火活動に参加した消防車両と人員は、福山地区消防本部で延べ66台・311人、周辺の消防団から221台・2977人の、合計287台・3288人となった（自衛隊や市一般職員は含まず）。福山市も公用車20台をだして、現場の連絡や輸送に使用させた。

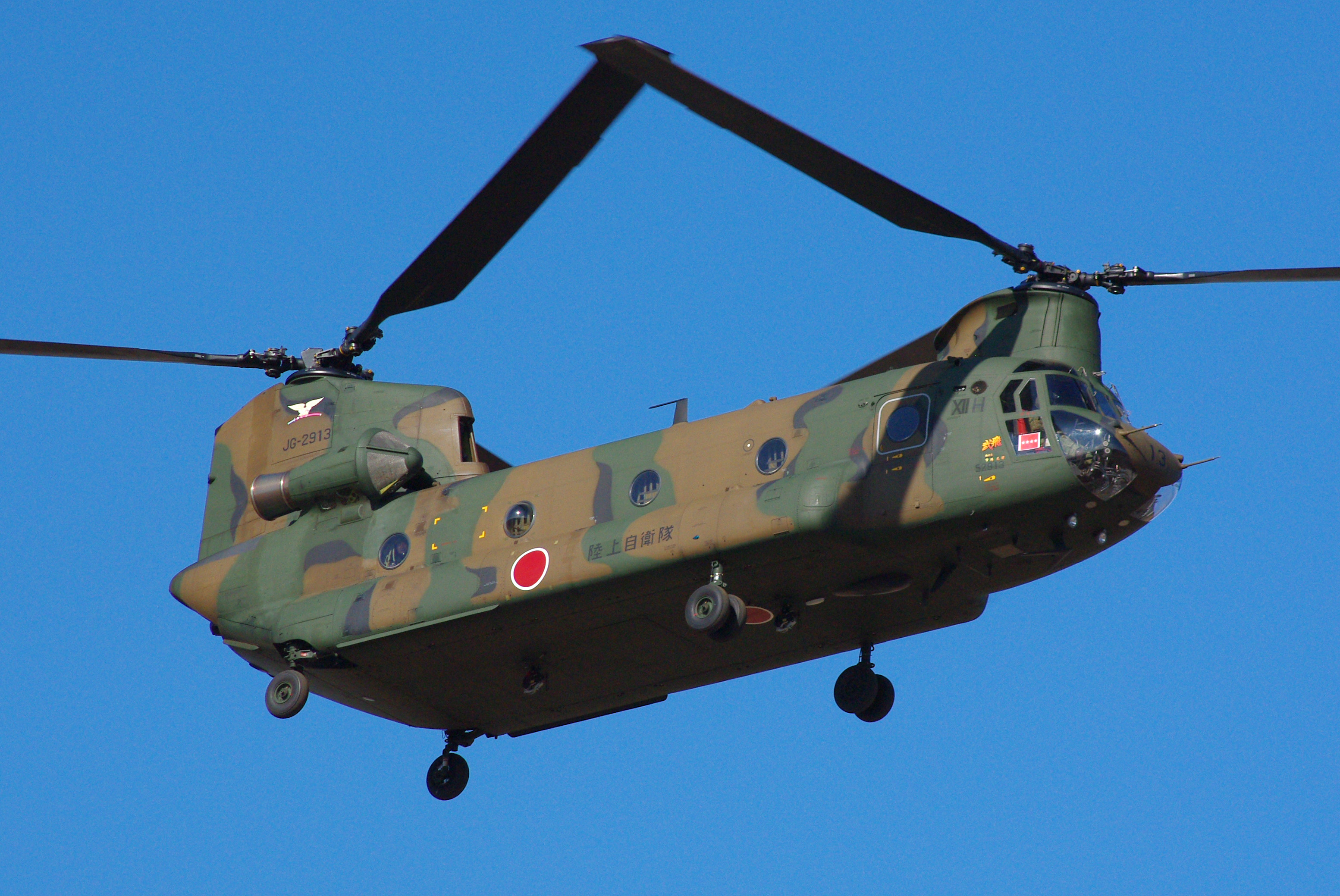
消火活動を行った自衛隊のCH-47J(同型機）
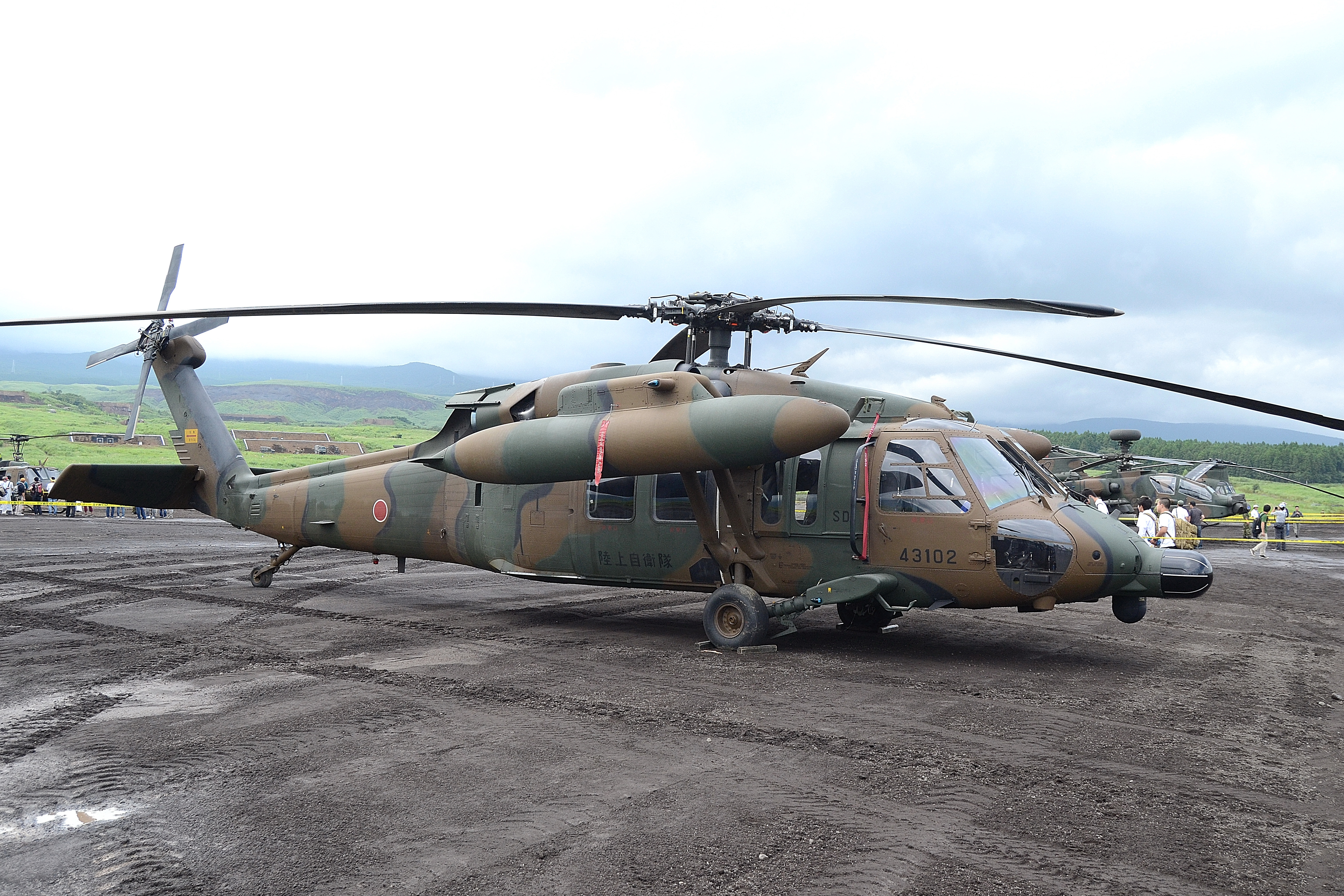
消火活動を行った自衛隊のUH-60J(同型機）

### 大火となった原因
これだけの大火災になった原因として、例年にない少雨、遠い水源、険しい山肌、燃えやすい乾燥した落ち葉などの要因が挙げられた。火災は民家から1km離れた場所で始まったが14時間後の13日午前2時には民家にあと100mまで迫った。2005年12月7日以降、1か月以上も1mmの降水もなく、現場は乾燥しており、本郷温泉を流れる大谷川の水も乏しくなっていた。消火活動の水源となった池からは1kmの距離があったため、長さ20mの消防ホースを120本接続して送水する羽目になった。大谷山は斜面が急峻で、消火活動も困難を極めた。

## 周辺
- 大谷砂留
- 松永カントリークラブ
- 本郷憩いの森キャンプ場
- 妙皇寺